# Kombori (Kombori)
Pour les articles homonymes, voir Kombori.
Kombori est une commune située dans le département de Kombori, dont elle est le chef-lieu, de la province de Kossi au Burkina Faso.

## Santé et éducation
La commune accueille le seul centre de santé et de promotion sociale (CSPS) du département.